# Glenea miroides
Glenea miroides är en skalbaggsart som beskrevs av Stefan von Breuning 1967. Glenea miroides ingår i släktet Glenea och familjen långhorningar. Inga underarter finns listade i Catalogue of Life.